# Quốc lộ 60
Quốc lộ 60 (tên cũ là đường Liên tỉnh lộ 6) bắt đầu từ Ngã ba Trung Lương, phường Trung An, tỉnh Đồng Tháp, đi qua tỉnh Vĩnh Long và kết thúc tại thành phố Cần Thơ với chiều dài khoảng 115 km.

## Lộ trình
Quốc lộ 60 giúp rút ngắn đường đi từ Mỹ Tho đến Sóc Trăng trên 50 km so với đi theo Quốc lộ 1; rút ngắn đường đi từ Mỹ Tho đến Trà Vinh 60 km so với đi theo Quốc lộ 1 và Quốc lộ 53 (trên 130 km).
Quốc lộ 60 bắt đầu từ Quốc lộ 1 tại ngã ba Trung Lương giao với Quốc lộ 57 tại thị trấn Mỏ Cày, với Quốc lộ 53 tại thành phố Trà Vinh với Quốc lộ 54 tại thị trấn Tiểu Cần với tuyến đường Nam Sông Hậu tại Đại Ngãi và kết thúc tại thành phố Sóc Trăng tại điểm Quốc lộ 1 thành phố Sóc Trăng vào đường Sóc Vồ, tạo liên thông 6 tỉnh Tiền Giang Bến Tre, Trà Vinh, Sóc Trăng, Hậu Giang và Kiên Giang.
Quốc lộ 60 qua các cầu:
- Cầu Rạch Miễu: qua sông Tiền nối thành phố Mỹ Tho (Tiền Giang) và huyện Châu Thành (Bến Tre)
- Cầu Ba Lai: qua sông Ba Lai
- Cầu Hàm Luông: qua sông Hàm Luông nối thành phố Bến Tre và huyện Mỏ Cày Bắc
- Cầu Cổ Chiên: qua sông Cổ Chiên, nối huyện Mỏ Cày Nam và huyện Càng Long, Trà Vinh.
- Cầu Đại Ngãi (sắp được đầu tư xây dựng): qua sông Hậu, nối huyện Tiểu Cần và huyện Long Phú, Sóc Trăng.

Các bến phà, bến đò trên quốc lộ 60:
- Bến phà Rạch Miễu: nối thành phố Mỹ Tho (Tiền Giang) và huyện Châu Thành (Bến Tre) – chấm dứt hoạt động năm 2009.
- Bến phà Hàm Luông: nối thành phố Bến Tre và huyện Mỏ Cày Bắc – chấm dứt hoạt động năm 2010.
- Bến phà Cổ Chiên: nối huyện Mỏ Cày Nam (tỉnh Bến Tre) và huyện Càng Long (tỉnh Trà Vinh) – chấm dứt hoạt động từ ngày 16/05/2015.
- Bến phà Đại Ngãi: nối xã An Thạnh Nhứt, huyện Cù Lao Dung và xã Đại Ngãi, huyện Long Phú, Sóc Trăng.

Hiện nay, đã xây dựng xong và đưa vào hoạt động bến phà Đại Ngãi nối liền Trà Vinh và Sóc Trăng từ năm 2013. Như vậy xe ô tô có thể đi thẳng từ Trà Vinh sang Sóc Trăng mà không cần đi vòng qua Quốc lộ 1,đã thay vì trên Quốc lộ 91C đã ngừng hoạt động
Độ dài một số tuyến trên quốc lộ 60 (số liệu tương đối):
- Mỹ Tho – cầu Rạch Miễu: 5,55 km
- Mỹ Tho – Bến Tre: 14 km
- Mỹ Tho – Trà Vinh: 60 km
- Cầu Cổ Chiên – Quốc lộ 53 (ngã ba Bình Phú): 12 km
- Cầu Cổ Chiên – bến phà Cầu Quan: 55 km
- Đoạn trên Cù Lao Dung: 2 km
- Đại Ngãi – Sóc Trăng: 19 km.